# Stade Del Conero
Le Stade Del Conero (en italien : Stadio Del Conero), est un stade de football italien situé à Passo Varano, quartier de la ville d'Ancône, dans les Marches.
Le stade, doté de 23 976 places et inauguré en 1992, sert d'enceinte à domicile à l'équipe de football de l'US Anconitana.
Le stade porte le nom du Mont Conero, un célèbre promontoire situé dans la province.

## Histoire
Le stade est inauguré le 6 décembre 1992 lors d'une victoire en Serie A 3-0 des locaux de l'Ancône Calcio sur l'Inter (le premier but officiel au stade est inscrit par le hongrois Lajos Détári, joueur d'Ancône). À l'inauguration, certains secteurs (dont le virage nord et les virages latéraux) sont alors toujours en construction.
Le Pape Jean-Paul II a célébré deux messes au stade.
Actuellement, et ce pour des raisons de sécurité, le ne peut accueillir qu'un maximum de 14 295 spectateurs.

## Événements
- 6 avril 1994 : Finale de la Coupe d'Italie 1993-94
- 2003 : Trophée TIM

### Matchs internationaux de football
| Date             | Compétition                  | Équipes              | Score | Affluence |
| ---------------- | ---------------------------- | -------------------- | ----- | --------- |
| 31 mars 1999     | Qualifs. Euro 2000           | Italie — Biélorussie | 1-1   | 20 735    |
| 11 octobre 2000  | Qualifs. Coupe du monde 2002 | Italie — Hongrie     | 2-0   | 18 593    |
| 16 novembre 2003 | Match amical                 | Italie — Géorgie     | 1-0   | 11 700    |

### Concerts
| Renato Zero      | 26 juin 1999 |
| Claudio Baglioni | 14 juin 2003 |
| R.E.M.           | 29 juin 2003 |
| Ligabue          | 19 mai 2006  |
| Vasco Rossi      | 15 juin 2008 |
| Jovanotti        | 20 juin 2015 |
| Tiziano Ferro    | 20 juin 2020 |
| Eros Ramazzotti  | ?            |
| Fiorello         | ?            |

## Galerie

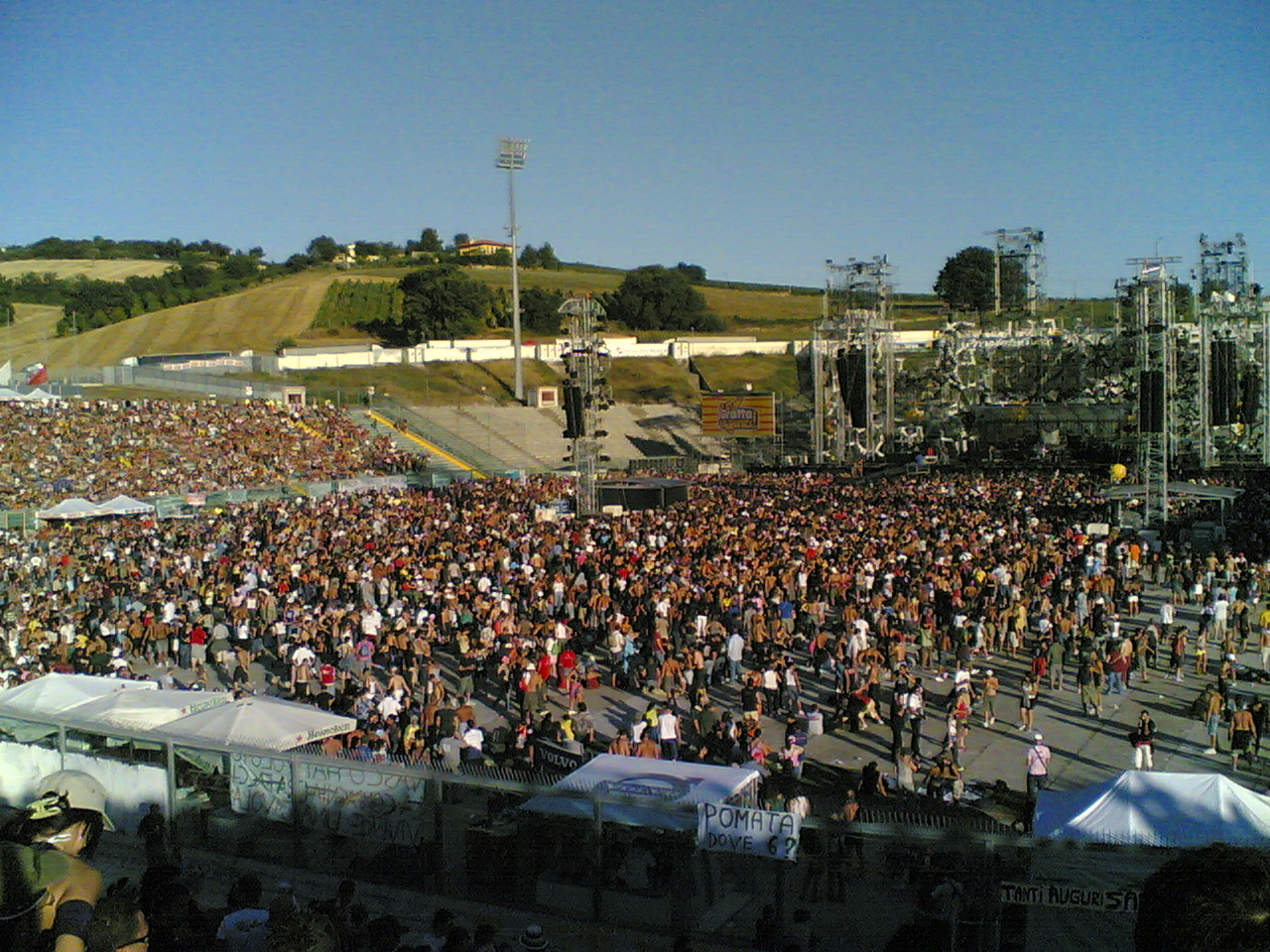
Stade lors d'un concert